# Kreisgericht Lublinitz
Das Kreisgericht Lublinitz war ein preußisches Kreisgericht in der damaligen preußischen Provinz Schlesien mit Sitz in Lublinitz.

## Geschichte
1849 wurden in Preußen einheitlich Kreisgerichte geschaffen. Hierbei wurde die Patrimonialgerichtsbarkeit abgeschafft und die Patrimonialgerichte aufgehoben. Auch die staatlichen Gerichte, hier das Stadtgericht Lublinitz, das Stadtgericht Guttentag und das Justizamt Guttentag wurden aufgelöst. Es entstand nun das Königliche Kreisgericht Lublinitz. Es umfasste den Kreis Lublinitz. Zuständiges Appellationsgericht war das Appellationsgericht Ratibor.
Eine Gerichtskommission, also Zweigstelle des Gerichtes mit weniger als drei Richtern, wurde in Guttentag eingerichtet. Gerichtstage wurden in Woischnick gehalten.
Am Gericht waren 1870 ein Direktor und sechs Kreisrichter eingesetzt. Die Zahl der Gerichtseingesessenen betrug 45.604. Schwurgerichtssachen wurden am Kreisgericht Beuthen verhandelt.
Im Rahmen der Reichsjustizgesetze wurde das Gerichtswesen in Deutschland 1879 vereinheitlicht. Damit wurde das Kreisgericht Lublinitz aufgehoben und das königlich preußische Amtsgericht Lublinitz mit Wirkung zum 1. Oktober 1879 als eines von sechs Amtsgerichten im Bezirk des LandgerichtesBrieg als Nachfolger gebildet. Auch die Gerichtskommission wurden 1879 in ein Amtsgericht umgewandelt (Amtsgericht Guttentag).